# علي كامل
علي كامل (ولد في 26 أكتوبر 1994 في السنغال) لاعب كرة قدم سنغالي يجيد اللعب في مركز الوسط الأيسر وبدرجة أقل الوسط المحوري. يلعب حاليا لصالح النجمة الذي ينافس في الدوري البحريني الممتاز منذ 2021.